# Ancylotrypa granulata
Ancylotrypa granulata är en spindelart som först beskrevs av Hewitt 1935.  Ancylotrypa granulata ingår i släktet Ancylotrypa och familjen Cyrtaucheniidae.
Artens utbredningsområde är Botswana. Inga underarter finns listade i Catalogue of Life.